# Urban Photo Awards

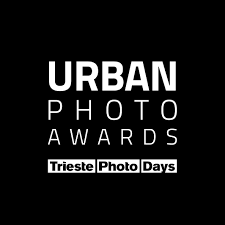

Urban Photo Awards è un concorso fotografico internazionale, istituito dall’associazione DotArt
di Trieste, attiva dal 2009 nella promozione di mostre, corsi, workshop, pubblicazioni editoriali, concorsi fotografici e altre iniziative per offrire supporto e visibilità sia ai fotografi professionisti che agli amatori, a livello locale e internazionale.
URBAN è impegnato nella scoperta di talenti e nella valorizzazione della qualità fotografica, dando l'opportunità a professionisti e appassionati di fotografia di emergere su una scena internazionale.
Ogni anno il contest attira migliaia di fotografie in concorso e centinaia di partecipanti provenienti da diversi paesi. Si tratta di una competizione internazionale in costante espansione..
Le mostre culminano a ottobre durante il Trieste Photo Days, un festival fotografico internazionale organizzato da DotART. Dal 2013 il festival considera questo concorso come la sua principale fonte di contenuti durante le giornate inaugurali, oltre a riunire mostre di artisti italiani e stranieri, workshop, proiezioni, contest, presentazione di libri, incontri e altri eventi collegati alla fotografia. Ospiterà la cerimonia di premiazione, la mostra finale del contest e una serie di esposizioni, sia personali che collettive, delle migliori foto e progetti classificati.
Al concorso partecipano sia fotografi professionisti che amatoriali; il tema generale del concorso è la fotografia urbana.

## Categorie fotografiche
Il concorso è aperto a tutti e si sviluppa su quattro sezioni (è possibile gareggiare in tutte le sezioni).

### Foto singole
- Streets
  - Street photography, trasporti, urban life, sport, night life, eventi, urban jungle, manifestazioni, urban animals, unposed subjects, other.
- People
  - Ritratti, fashion, kitsch, studio photography, wedding, boudoir, lifestyle, self-portraits, nudo, other.
- Spaces
  - Architettura, buildings & structures, urban geometries, urban design, city landscapes, urban art, industrial, archeologia industriale, green life, drone/ aerial, other.
- Creative
  - Fine art, digital art, artwork, advertising, macro, minimalist, conceptual, abstract, visions, experimental, still life, surreal, other.

### Progetti & Portfolio
Sezione in cui è possibile proporre set di foto (massimo 12) che condividano un elemento comune: progetti fotografici, portfolio tematici, fotoreportage, serie, storyboard (sequenze di immagini che raccontino una storia).

### Urban Book & Zine Award
Sezione dedicata ai progetti estesi, in cui l’autore può candidare la sua bozza di libro fotografico e/o di zine in pdf, a tema libero.

### Urban Photo Arena
Sezione giovani under 35: contest fotografico dedicato ai giovani, promosso con il sostegno della Fondazione Pietro Pittini e in collaborazione con il Progetto Area Giovani del comune di Trieste.

## Giuria
Le opere presentate verranno selezionate da dotART e sottoposte in forma anonima a una giuria di prestigio; la giuria e dotART si riservano il diritto di premiare più opere dello stesso autore ed eventualmente di cambiare categoria a foto particolarmente meritevoli.
Il parere della giuria e della commissione è inappellabile.
Negli anni, URBAN ha creato creare attorno a sé una rete di partner e media partner internazionali e ospita in giuria personalità legate al mondo dell’arte e della fotografia, tra cui Harry Gruyaert, Adam Pretty, Paul Gadd, Alec Soth, Michael Kirchoff, Jérôme Sessini, Kadir van Lohuizen, Nino Migliori, Sandrine Hermand-Grisel.

## Premi
Le foto e i progetti vincitori sono esposti in una collettiva che si tiene durante il festival Trieste Photo Days nel mese di ottobre a Trieste.
Alcune delle foto classificate potranno essere scelte per mostre estemporanee in Italia e all’estero nel circuito di dotART.
I vincitori ottengono ulteriore visibilità attraverso la rete di media partner di Urban(Il Fotografo, Foto cult, Artdoc Photography Magazine, L'Oeil de la Photographie), i quali pubblicheranno le migliori fotografie classificate sulle loro riviste e pagine social.
- Trieste Photo Days BEST AUTHOR: I fotografi partecipanti a URBAN Photo Award 2024 concorrono in automatico per il premio Best Author del festival fotografico Trieste Photo Days, che verrà assegnato ai fotografi che avranno partecipato sia al contest, sia ai progetti del partner Exhibit Around, che si saranno distinti per la qualità fotografica.
- URBAN Press Award: il vincitore sarà pubblicato dalla migliore stampa specializzata nel campo della fotografia, conferendogli un riconoscimento internazionale e offrendo al vincitore importanti opportunità di branding e promozione.
- Quest’anno si inaugura “Premio Speciale per la Sensibilità Artistica”: un premio unico nel suo genere, riservato al fotografo cui lavoro catturerà l’attenzione del celebre artista della Biennale di Venezia Giorgio Celiberti.

## Vincitori

### 2024
Best author: Sanchayan Chowdhury 
Single Pictures
- STREETS: 1° Sanchayan Chowdhury

-Honorable Mentions: Maude Bardet, The.observationalist, Len Bernstein, Max Cavallari, Matthew Desantis.
-Remarkable Reward: Michele Ginevra, Toshiki Yukawa, Yousef Naser, Dejan Mijović, Marco Parenti.
- PEOPLE: 1° Antonio Mercadante

-Honorable Mentions: Kishore Das, Kyaw Zay Yar Lin, Ercin Erturk, Joy, Chin Leong Teo
-Remarkable Reward: Joy Saha, Vitaly Medvedev, Olga Steinepreis, Mariana Basurto, Salvatore Montemagno
- SPACES: 1° Yevhen Kostiuk

-Honorable Mentions: Simone Pastorini, Jenny Lam, Joseph Ford
-Remarkable Reward: Eduard Revidovich, Cuneyt Gumushaneli, Helmut Oberritter, ΑΛΕΞΗΣ ΑΛΕΞΑΝΔΡΗΣ
- CREATIVE: 1° Maryam Sadat Ahmadi

-Honorable Mentions: Arman Kuzel, Mailo, Foteini Zaglara, Sandra Cattaneo Adorno, Morag Forbes
-Remarkable Reward: Alicia Mata, René Cassio Scholz
PROJECTS & PORTFOLIOS
1° Krzysztof Bednarski
-Honorable Mentions: Valerio Geraci, Christian Basetti, Alessandro Ledda
URBAN Book Award
1° Maria Pansini 
-Honorable Mentions: Joseph Patronite, Tony Le
URBAN Zine Award
1° Nadia Marmondi
2° Anatoly Suzdaltsev
3° Carola Cunzolo
URBAN press award
Max Cavallari
URBAN Photo Arena
Subhran Karmakar
The Patricia D. Richards Legacy Award
Ekaterina Frolova
Civic Museums Prize
Mauro Zorer
Artistic Sensitivity Award
Mailo

### 2023
Best author: Natalya Saprunova
Single Pictures
- STREETS: 1° Andres Ramos Palacios

-Honorable Mentions: Sakulchai Sikitikul, Jasper Tejano, Francesco Armillotta.
-Remarkable Reward: Charles Chojnacki, Alessandro Deluigi, Nurlan Tahirli, Antonio Denti, Jubair Ahmed Arnob, Rimon Mia, Pierpaolo Mittica, Stanislav Sitnikov, Argus Paul Estabrook
- PEOPLE: 1° Natalya saprunova

-Honorable Mentions: Roberta Vagliani, Maxim Korotchenko, Patrizia Calì
-Remarkable Reward: Marcel Van Balken, Piotr Kamiński, Salvatore Montemagno, Diana Sosnowska, Fred Borghesi, Sehmuz Bayhan, Daniela Calò
- SPACES: 1° Graziano Panfili

-Honorable Mentions: Angius, Wael Onsy
-Remarkable Reward: Oscar Rialubin, Nurlan Tahirli, Yi Tang Wang, Erminio Vanzan, Alex
- CREATIVE: 1° Andre Boto

-Honorable Mentions: Ali Zolghadri, Hardibudi
-Remarkable Reward: Valentina D'alia, Jozef Danyi, Vincenzo Migliorati
PROJECTS & PORTFOLIOS
1° Andrew Borowiec 
-Honorable Mentions: Tomasz Liboska, Sam Ferris
-Remarkable Reward: Anna Biret
URBAN Book Award
1° Rafael Fabrés
-Honorable Mentions: Antonio Pellicano, Federico Campanale
URBAN press award
1°Krzysztof Bednarski
URBAN photo arena
1° Romain Miot 
Icons of Architecture
1° Martin Wacker
Exhibition-prize at the Civic Museum Sartorio in Trieste
Alain Schroeder, Andrea Bettancini, Giovanni Sacco, Martina D’Agresta
Exhibition-prize at the Poreč Museum
1° Francesco Aglieri Rinella

### 2022
Best author:Jonathan Jasberg
Single Pictures
- STREETS: 1° Massimiliano Faralli

-Honorable Mentions: Antonio Denti, Dipayan Bose, Dovlet Annayev
-Remarkable Reward: Jason Au, Gregor, Jonathan Jasberg, Zaven, Maude Bardet
- PEOPLE: 1° Md. Arifuzzaman

-Honorable Mentions: Mauro de Bettio, Saurabh Narang, Lello Fargione
-Remarkable Reward: Miranda Schmitz, Antonino Pellicano, Jfk, Ahmed el Hanjoul, Ивелина Берова
- SPACES: 1° Fabio Sartori

-Honorable Mentions: Christian Dueren, Fleeting_Pictures
-Remarkable Reward: Helmut Oberritter, Francesco Luongo, Syndi Pilar
- CREATIVE: 1° Nath-Sakura

-Honorable Mentions: Anna Devís and Daniel Rueda, Ali Zolghadri, 
-Remarkable Reward: Alireza Bagheri Sani, Hardibudi, Zafs
PROJECTS & PORTFOLIOS
1° Alain Schroeder
-Honorable Mentions: Damian Lemański, Ekaterina Orlova, Gabriele Galimberti, Jonathan Jasberg
URBAN Book Award
1° Sakulchai Sikitikul 
-Honorable Mentions: Armando di Loreto, Giuseppe Cardoni
New Buildings Prize
Alessandro Gamberini, Alma Bibolotti, Angiolo Manetti, Gabriel Caneda, Giada Catanoso, Giuseppe Cardoni, Hiran Perera, Ingrid Gielen, Maria Cristina Pasotti, Valentina D'Alia	
Exhibition-prize at the Museo Sartorio in Trieste
Antonio Bernardino, Gabriele Galimberti, Roman Robroek, Ulli Mosconi Zupin
Exhibition-prize at the Poreč Museum
Anthony Sala, Piero Colle
Trieste photo young
1° Luke O’Donovan

### 2021
Best author: Joseph Ford
Single Pictures
- STREETS: 1° A B M Nayeem Siddiquee

-Honorable Mentions: Md Enamul Kabir, Jose Luis Nieto, Szymek
-Remarkable Reward: Rene Bernal, Maude bardet, Paul Kessel, Giulio Cesare Grandi, Ludmila Stepnova
- PEOPLE: 1° Andrés Granollers

-Honorable Mentions: Giancarlo Staubmann, Berin Aydın
-Remarkable Reward: Takrim Ahmed, Marzena Hans, Forrest Walker, Pietro di Giambattista, Istvan Kerekes, Samuel Boivin
- SPACES: 1° Giulio Casti

-Honorable Mentions: John Twiname, Marcelo Cugliari, 
-Remarkable Reward: Helmut Oberritter, Angius
- CREATIVE: 1° Amir Arabshahi

-Honorable Mentions: Marcel van Balken, Laura Zalenga, 
-Remarkable Reward: Yuliy Vasilev, Timo Lemmetti, Joseph Ford
PROJECTS & PORTFOLIOS
1° Luca Meola
-Honorable Mentions: Selina Bressan, Sittichai Maikupandin, Gali Tibbon, Joseph Ford
URBAN Book Award
1° Nicolas St-Pier	
-Honorable Mentions: Candy Lopesino, Gabriele Lopez
Bruce Gilden Special Prize
Carlo Traini, Fabrizio Spucches, Forrest Walker, Giedo Van Der Zwan, Maria Pansini, Maurizio Leonardi, !!!!!! , Simon Johansson, Stanley Robben, Ximena Hinzpeter
Trieste photo young
Michela Stigliano, Oğuzhan Hacısalihoğlu
 Trieste Science+Fiction Festival Special Prize
1° Harry Giglio

### 2020
Best author: Alain Schroeder
Single Pictures
- STREETS: 1° Harry Giglio

-Honorable Mentions: Szymek, Dimpy Bhalotia
-Remarkable Reward: Biancamaria Monticelli, Maude Bardet, Rodrigo Roher
- PEOPLE: 1° Bart Heynen

-Honorable Mentions: Marzena Hans, Salvatore Favia
-Remarkable Reward: Azim Khan Ronnie, Eduardo Citrinblum, Forrest Walker, Giuseppe Ulizio, Roberto Malagoli
- SPACES: 1° Piotr Trybalski

-Honorable Mentions: Angius, Andrea Cicchetti
-Remarkable Reward: Rosetta Bonatti
- CREATIVE: 1° Francesco Pace Rizzi

-Honorable Mentions: Ted Lau, Joseph Ford
-Remarkable Reward: Andi Abdul Halil
PROJECTS & PORTFOLIOS
1° Beniamino Pisati
-Honorable Mentions: Vincenzo Montefinese, Federica Zucchini, Md Enamul Kabir
URBAN Book Award
1° Valeria Sacchetti
-Honorable Mentions: Grzegorz Wòjcik, Toby Binder

### 2019
Single Pictures
- STREETS: 1° Md Enamul Kabir

-Honorable Mentions: Denis Buchel, Jaume Escofet, Simone Mantia, Francesco Licandro
-Remarkable Reward: Mariangela Muggianu, Giancarlo Rupolo
- PEOPLE: 1° Giancarlo Staubmann

-Honorable Mentions: Colmar Wocke
-Remarkable Reward: Shinya Itahana, Roberto Malagoli, Mauro de Bettio, Harry Giglio
- SPACES: 1° !!!!!!

-Honorable Mentions: Ovi D Pop, Jiho Park
-Remarkable Reward: Rebeka Legović, Patrick Zélis
- CREATIVE: 1° Sergio Baseggio

-Honorable Mentions: Dina Goldstein
-Remarkable Reward: Merethe Wessel-Berg
PROJECTS & PORTFOLIOS
1° Alain Schroeder
-Honorable Mentions: Antonino Sismo, Alice Van Kempen
-Remarkable Reward: Michele Andreossi

### 2018
Single Pictures
- STREETS: 1° Leban Sébastien

-Honorable Mentions: Giuliano Mazzanti, Viet Van Tran
-Remarkable Reward: Ludovic Le Guyader, Mathias Wasik, Viraj bunnag
- ARCHITECTURE AND URBAN GEOMETRY: 1° Pedro Luis Ajuriaguerra Saiz

-Honorable Mentions: Angiolo Manetti, Daniele Stefanizzi
-Remarkable Reward: Roberto Corinaldesi, Bourriau Dimitri, Nicola Bertellotti
- TRANSPORT: 1° Deba Prasad Roy

-Honorable Mentions: Christiaan Hart, Tristan Lavender
-Remarkable Reward: Massimo Alfano, Rudolf Sulgan
- URBAN ART: 1° Lukasz Zietara

-Honorable Mentions: Sergio Aresi, Guido Caltabiano
-Remarkable Reward: Rebecca Wiltshire, Ranu Jain
- PEOPLE: 1° Gianni Boradori

-Honorable Mentions: Mauro de Bettio, Qui Thinh Tran
-Remarkable Reward: Riccardo Pesaresi, Olgierd Kajak, Samuel Dossi
- URBAN ANIMALS: 1° Md Enamul Kabir

-Honorable Mentions: Nik Brezginov, Andrea Zachrau
-Remarkable Reward: Sergio Redolfi
- CREATIVE PHOTOGRAPHY: 1° Giulio Fabbri

-Honorable Mentions: Orlando Morici, Marco Tagliarino
PROJECTS & PORTFOLIOS
1° Giulio Salusinszky
-Honorable Mentions: Alain Schroeder, Giedo Van Der Zwan
-Remarkable Reward: Sara Munari, Sevil Alkan, Stefano Lista

### 2017
Best author: Greta Polimene
Single Pictures
- STREETS: 1° Dino Jasarevic

-Honorable Mentions: Rafal Rafalski, Raffaele de Vivo
-Remarkable Reward: Massimo della Latta, Francesca Fabiano, Moin Uddin Ahmed Moin
- ARCHITECTURE: 1° Ágnes Dudás

-Honorable Mentions: Gabriele Calamelli, Anna Monda
-Remarkable Reward: Alexander Otto, Magdalena Strakova, Laura Zulian
- SOCIAL CITY: 1° Marco Brecciaroli

-Honorable Mentions: Daniele Ficarelli, Amrish Sharma
-Remarkable Reward: Doron Talmi, Marco Minischetti
- URBAN ART: 1° Laurence Chellali

-Honorable Mentions: Serena Vittorini, Giuseppe Cardoni
-Remarkable Reward: Katya Evdokimova, Sonia Granata, Sohel Parvez Haque
- TRANSPORT: 1° Mauro de Bettio

-Honorable Mentions: Hans Wichmann, Karol Malec
-Remarkable Reward: Salvo Alibrio
- GREEN LIFE: 1° Mohd Redzal Amzah

-Honorable Mentions: Giuseppe Ulizio, Giuseppe Rivara
- VISIONS: 1° Pablo-Martin Cordoba

-Honorable Mentions: Lino Budano, Gabriele Donati
-Remarkable Reward: Claudio Colombo, Merethe Wessel-Berg
PROJECTS & PORTFOLIOS
1° Andrea ScirÃ¨
-Honorable Mentions: Yingxi Shi, Giles Clarke
-Remarkable Reward: Viet Van Tran, Pygmalion Karatzas, Werner Mansholt

### 2016
Best authors: krzyszkowska, Ramella, Markowski
Single Pictures
- STREETS: 1° Hans-Jörg Aleff

-Honorable Mentions: Rob Krauss, Mariagrazia Beruffi
- NATURE: 1° Alexander Otto

-Honorable Mentions: Emma Lozano, Antonio Martin
- SPORTS: 1° David Wirawan

-Honorable Mentions: Sanak Roy Choudhury, Eduardo Feldman
PROJECTS & PORTFOLIOS
1° Alain Schroeder 
-Honorable Mentions: Lord K2, Bartlomiej Jurecki

### 2015
Best authors: Bose, Markowski, Otto
Single Pictures
- STREETS: 1° Vincenzo Di savino

-Honorable Mentions: Stefano Siano, Michele Rieri
- ARCHITECTURE: 1° Vendrame Loïc

-Honorable Mentions: Chi Hong Wong, Zsolt Varanka
- URBAN ANIMALS: 1° Roman Tripler

-Honorable Mentions: Javier Arcenillas, Malgorzata Czerwien
PROJECTS & PORTFOLIOS
1° Alex Liverani
-Honorable Mentions: Nguyen Vu Phuoc, Jeanette Muller

### 2014
Best authors: Truong, Sava, Ciminari
Single Pictures
- STREETS: 1° Jianwei Yang

-Honorable Mentions: Luca Venturi, Giancarlo Rupolo
- COLOR IN THE CITY: 1° Sandro Tedde

-Honorable Mentions: Oreste Girotto, Massimo Della Latta
- WATER: 1° Enrico Ghira

-Honorable Mentions: Alessio Trerotoli, Tommaso Galli
PROJECTS & PORTFOLIOS
1° Walter Rothwell
-Honorable Mentions: Yiannos Zachariou, Ervin Skalamera

### 2013
Best authors: Horvath, Yang, Jurado
Single Pictures
- STREETS: 1° Javier Arcenillas

-Honorable Mentions: Roberto Cenci, Simone Sapienza
- GEOMETRICS: 1° Paul Davies

-Honorable Mentions: Daniele Zanoni, Luca Corti
- URBAN FASHION: 1° Nicola Esposito

-Honorable Mentions: Sergio Aveta, Riccardo Villa

### 2012
Best authors: Howard, Bellucci, Palombini
Single Pictures
- THE CITY: 1° Franco Ciminari

-Honorable Mentions: Martin Stavars, Adam Podstawczynski
- PROFESSION AND CRAFTS: 1° Jianwei Yang

-Honorable Mentions: Roberto Furlan, Enrico Ghira
- MACHINES: 1° Sergey Majorov

-Honorable Mentions: Yen Baet, Rosalba Crosilla

### 2011
Best authors: Garrido, Molano, Cenci
- CITY LIFE: 1° Sara Sbrissa

-Honorable Mentions: Coquentin Julien, Rodolfo Vagnoli
- CONTRAST: 1° Giacomo Frullani

-Honorable Mentions: Luigi Cuomo, Oreste Girotto
- COMPUTER ART: 1° Enrico Ghira

-Honorable Mentions: Stefano Lessio, Andrea Vannini

## Giuria

### 2024
Presidente della giuria: Harry Gruyaert 
- Adam Pretty - Commissione giuria Progetti e Portfolio.
- Paul Gadd - Commissione della giuria del premio URBAN Book Award.
- Giorgio Celiberti - Commissione Premio Speciale Sensibilità Artistica.
- Merel Galestian - Commissione Press Awards.
- Denis Curti. Commissione del premio Patricia D. Richards Legacy Award
- Michael Kirchoff - Commissione Press Awards.
- Federica Berzioli - Commissione della giuria del premio URBAN Zine e Commissione Press Awards.
- Emanuele Costanzo - Commissione Press Awards.
- Claudia Colecchia. Commissione premi Musei Trieste
- Michela Messina. Commissione premi Musei Trieste

### 2023
Presidente della giuria: Alec Soth 
- Michael Kirchoff - Commissione Press Awards.
- Federica Berzioli - Commissione della giuria del premio URBAN Zine e Commissione Press Awards.
- Jérôme Sessini - Commissione giuria Progetti e Portfolio
- Kadir van Lohuizen - Commissione della giuria del premio URBAN Book Award.
- Christele Harrouk - Commissione Press Awards.
- Claudia Colecchia - Commissione premi Musei Trieste
- Michela Messina. Commissione premi Musei Trieste
- Elena Uljancic - Commissione del premio del Museo di Parenzo.

### 2022
Presidente della giuria: Nino Migliori
- Federica Berzioli - Commissione della giuria del premio URBAN Zine e Commissione Press Awards.
- Sandrine Hermand-Grisel Commissione Press Awards.
- Filippo Litzler - Commissione Press Awards.
- Lorenza Resciniti. Commissione premi Musei Trieste.
- Andrea Boni, Icone dell'architettura - Commissione del premio Matrix4Design.
- Manfred Baumann.
- Nick Turpin.

### 2021
Presidente della giuria: Bruce Gilden
- Paolo Pellegrin. Commissione giuria Progetti e Portfolio.
- Francesco Cito - Commissione della giuria del premio URBAN Book Award.
- Tatsuo Suzuki
- Daniele Trani. Commissione premi Trieste Science+Fiction Festival.
- Daniele Braida. Commissione premi Trieste Science+Fiction Festival.
- Lorenzo Del Porto. Commissione premi Trieste Science+Fiction Festival.
- Laura Carlini Fanfogna. Commissione premi Musei Trieste.
- Andrea Boni. Icone dell'architettura Commissione del premio Matrix4Design

### 2020
Presidente della giuria: Alex Webb, Rebecca Norris Webb
- Cerca Das
- Gulnara Samoilova
- Roberto Cassanelli
- Arnaud Montagard
- Maja Tabea Jerrentrup
- Dino Kužnik
- Marietta Varga
- Federica Nardese. Icone dell'architettura Commissione del premio Matrix4Design.

### 2019
Presidente della giuria: Martin Parr 
- Graziano Perotti
- Simone Bramante
- Laura Zalenga
- Agata Stoinska
- Bob Patterson
- Richard Koci Hernandez
- Travis Jensen
- Tadashi Onishi
- Camila Falquez
- Cocu Liu
- Ania Klosek

### 2018
- Rohit Vohra
- Pepe Castro
- Rathika Ramasamy
- Fulvio Merlak
- Barbara Silbe
- Gabi Ben Avraham
- Olga de Frutos
- Maja Briski

### 2017
Presidente della giuria: Maurizio Galimberti
- Denis Curti. La commissione del premio Patricia D. Richards Legacy Award.
- Monika Bulaj
- Grzegorz Kosmala
- Karol Liver
- Mozart Mesquita
- Christy Karpinski

### 2016
- Felipe Abreu
- Chris Gampat
- GMB Akash
- Manish Mamtani
- Giancarlo Torresani
- Alex Liverani
- Adrian Mirgos
- Gregory Panayiotou
- Raimondo Musolino

### 2015
- Alexandra Sophie
- Adrian Mirgos
- Ronya Galka
- Nicholas Goodden
- Amanda Diaz
- Atif Saeed
- Gulzar Sethi
- Alain Laboile
- Julie de Waroquier

### 2014
- Zbigniew Podsiadło
- Ronald Koster
- Massimiliano Morlotti
- Martin Vrabko
- Liesa Cole
- Inez Baturo
- Ilona Pulkstene
- Gonzaga Manso
- Edoardo Agresti
- Adrian Sommeling

### 2013
- Michael Ernest Sweet
- Guido Steenkamp
- Ilona Pulkstene
- Ronya Galka
- Gregory Panayiotou

### 2012
- Jason Collin
- Alberto Ianiro
- James Maher
- Massimo Giacon
- Edoardo Agresti
- Giancarlo Torresani

### 2011
- Carolina Galbignani
- Luciano Dolcini
- Mauro Tozzi
- Michael Samuel
- Franco Pace
- Frankie HI-NRG MC